# Gustav Zeuner (toueur)
Le bateau à vapeur à chaîne Gustav Zeuner est un ancien toueur construit en 1894 dans le chantier naval d'Übigau près de Dresde. Le navire est la seule relique presque entièrement préservée de toueur sur l'Elbe. Le navire fut en service sur l'Elbe de 1895 à 1931 et il est maintenant un navire musée exposé dans le port de commerce de Magdebourg. Il porte le nom de l'ingénieur allemand Gustav Zeuner. Il est classé monument historique .

## Historique
Au fur et à mesure que l'industrialisation progressait, le trafic de marchandises en vrac sur l'Elbe augmenta rapidement. Les bateaux à roues à aubes équipés de moteurs à vapeur à basse pression utilisés jusque-là étaient trop inefficaces. Afin d'améliorer le système de transport des remorqueurs, un nouveau type de bateau à vapeur est désormais recherché. À ce moment-là, les performances requises ne pouvaient être fournies que par des bateaux se tractant sur une chaîne.
Les premiers essais concrets de touage en Allemagne ont été faits sur le Rhin et l'Elbe en 1862/1863. L'expédition à la chaîne sur l'Elbe et la Saale a commencé avec le premier service régulier à Magdebourg sur le tronçon de l'Elbe entre Magdebourg-Neustadt et Magdebourg-Buckau. La réalisation de l'extension de la ligne vers Hambourg dura jusqu'en 1874. En 1871, la ligne vers le Haut-Elbe, jusqu'au village de Kreinitz, fut tracée. En 1873, le KSO (KettenschleppSchifffahrt Oberelbe) possédait 13 bateaux à vapeur à chaînes. Dans la Saale également, 105 km de chaîne ont été posés de l'estuaire à Halle-sur-Saale en 1903.

## Le bateau

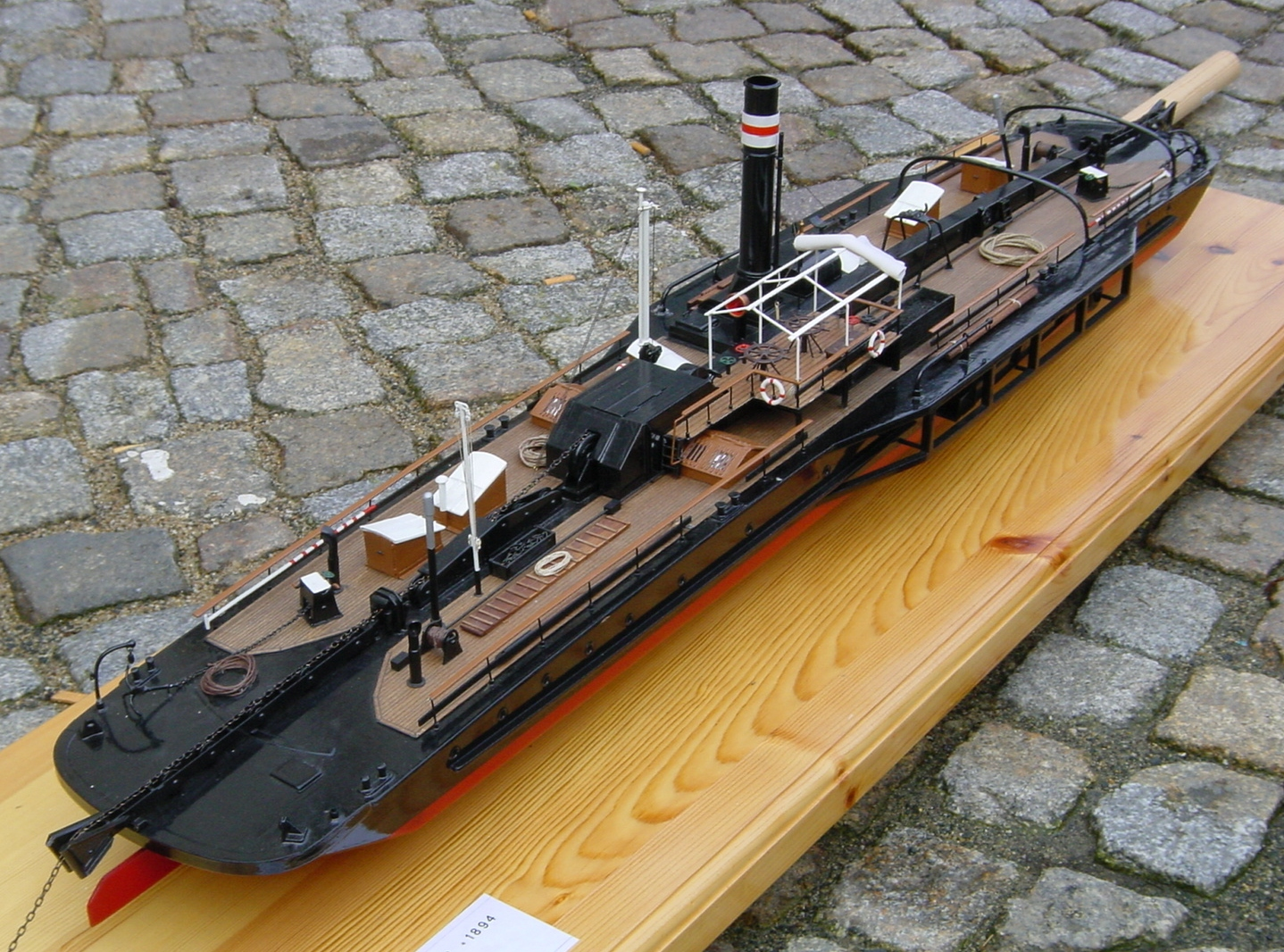
Modèle réduit du Gustav Zeuner

Le bateau à vapeur à chaîne entièrement en fer riveté a été construit de 1894 à 1895 et mis en service en 1895. Cette deuxième génération de bateau était équipée d'une innovation technique révolutionnaire, une roue de préhension de chaîne  Ewald Bellingrath d'un diamètre de 2320 mm. De plus, il disposait de deux turbines à jet d'eau, très en avance sur son temps, reliées au moteur principal via des accouplements amovibles pour améliorer la maniabilité lors de la conduite sur la chaîne et pour une conduite sans problème et indépendante sans chaîne. Ces turbines à jet d'eau, une invention de Gustav Zeuner, qui a donné son nom au navire, peuvent être considérées comme l'étape préliminaire de la propulsion par jet d'eau moderne. L'un des équipements les plus importants était le matériel de remorquage avec deux câbles de remorquage et deux treuils à vapeur. Un crochet de remorquage stable ainsi qu'une ancre et des treuils d'ancre à main à la proue et à la poupe font également partie d'une opération de remorquage en douceur.
L'équipage se composait généralement du capitaine, d'un machiniste, de deux chauffeurs et de deux bateliers.

### Préservation

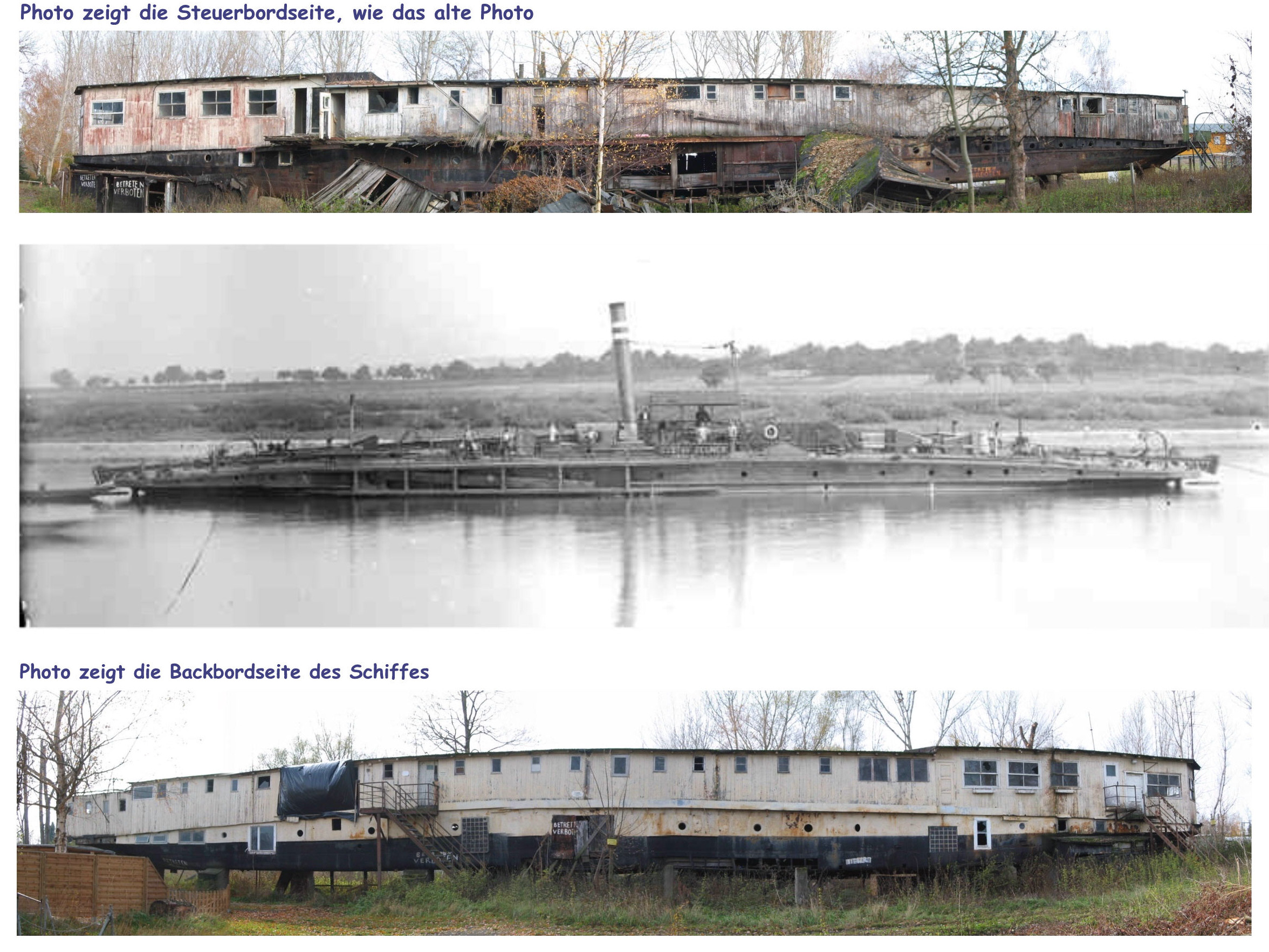
Gustav Zeuner

Après l'arrêt des toueurs sur l'Elbe et la mise hors service du  Gustav Zeuner en 1931, la coque a connu des utilisations très différentes. Entre autres choses, il a été vendu à Paul Michaelis à Magdeburg-Fermersleben en 1933, mis à terre, équipé de structures en bois sur le pont et utilisé comme hangar de sports et restaurant jusque dans les années 1960. La coque a été abandonnée jusqu'à son pourrissement. En 1988, la coque  a été placée sous la protection des monuments historiques.
Selon des articles de journaux dans le Magdeburger Volksstimme des 9 et 14 juillet 2005, le Gustav Zeuner devrait être sauvé par une mesure de création d'emplois et divers autres contributeurs et rendu navigable et utilisé comme navire-musée. Il a été démonté et transporté au port-musée de Magdebourg et sa reconstruction et restauration a été effectué le soutien de la ville de Magdebourg. Les travaux ont été achevés fin septembre 2010.
Le 11 novembre 2010, le navire-musée a été inauguré. Le navire n'a pas été rendu flottable et le site d'exposition permanente est situé à côté du bassin du port, à proximité immédiate d'autres équipements et structures flottants historiques, tels que l'excavatrice à chaîne à godets Otter et du puits de plongée Taucherschacht II. En plus de nombreux wagons et locomotives de différents années de construction, il y a aussi un pont élévateur historique et un bâtiment de stockage. Le Gustav Zeuner peut être visité gratuitement pendant les mois d'été du mercredi au dimanche dans le cadre de visites guidées.

## Galerie

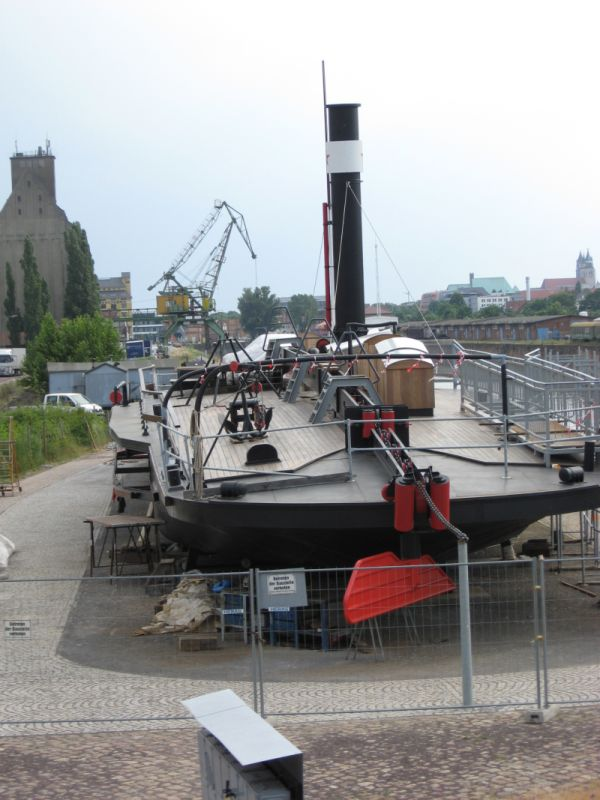
Arrière du bateau
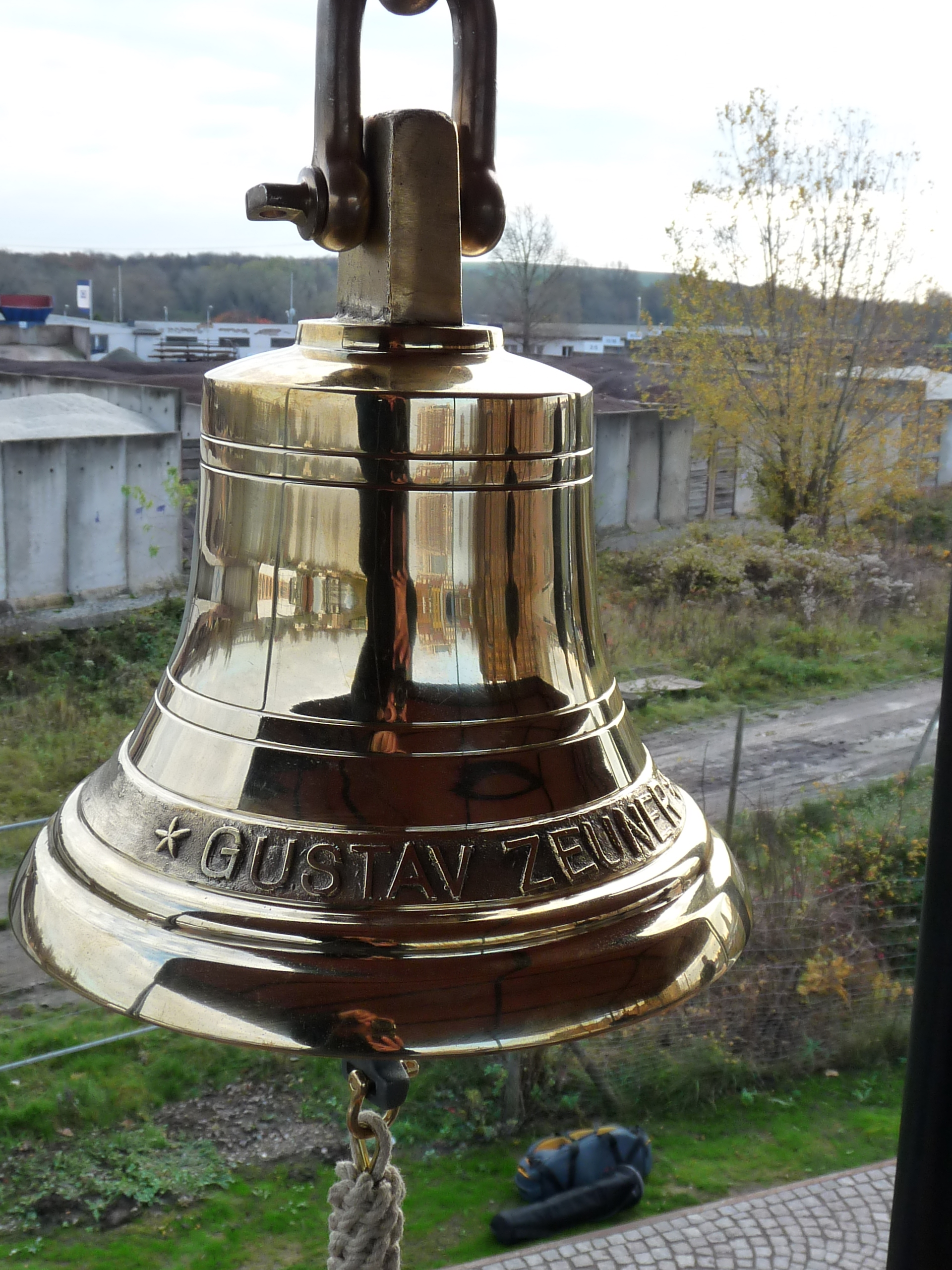
La cloche
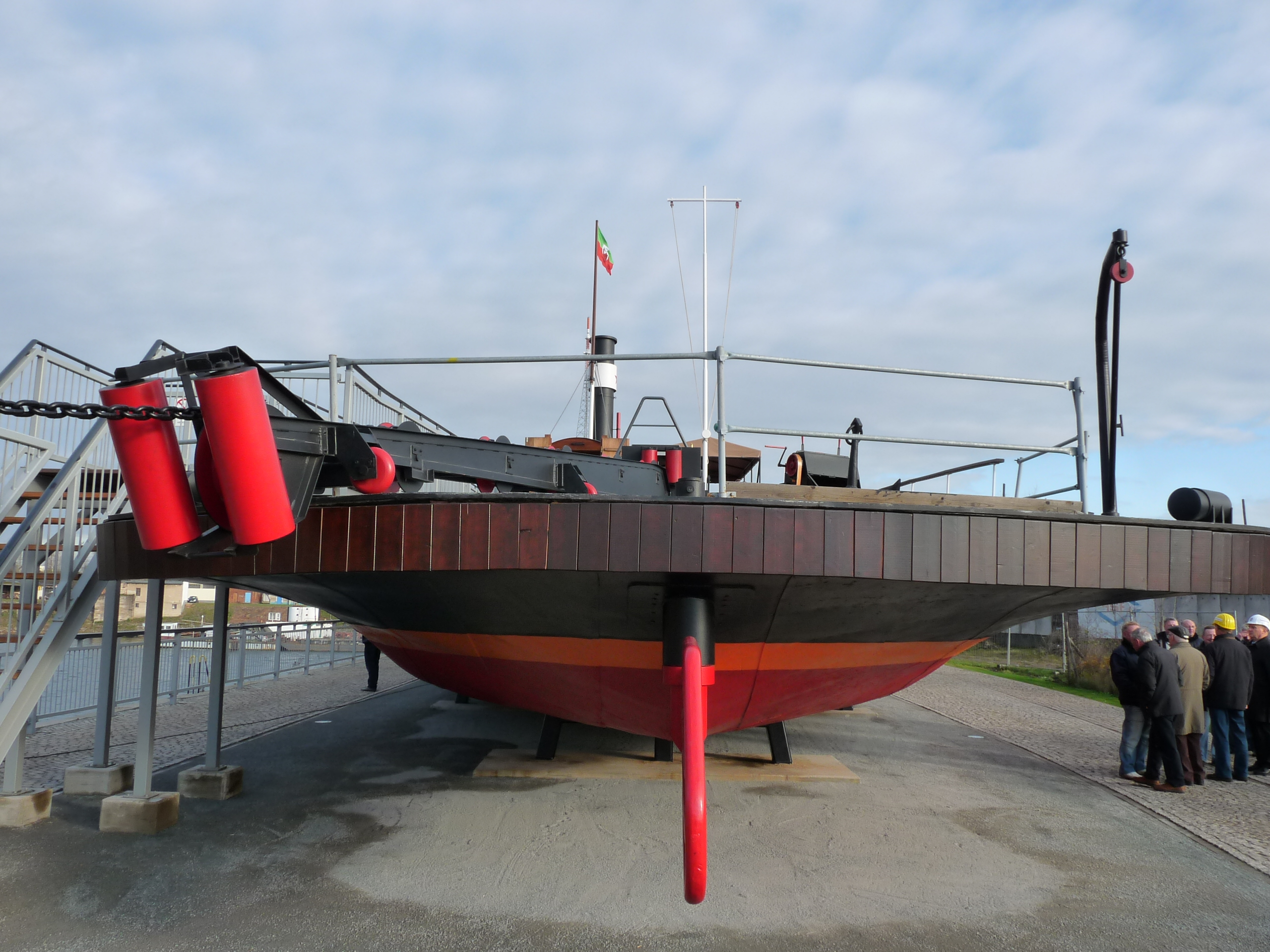
Vue de face
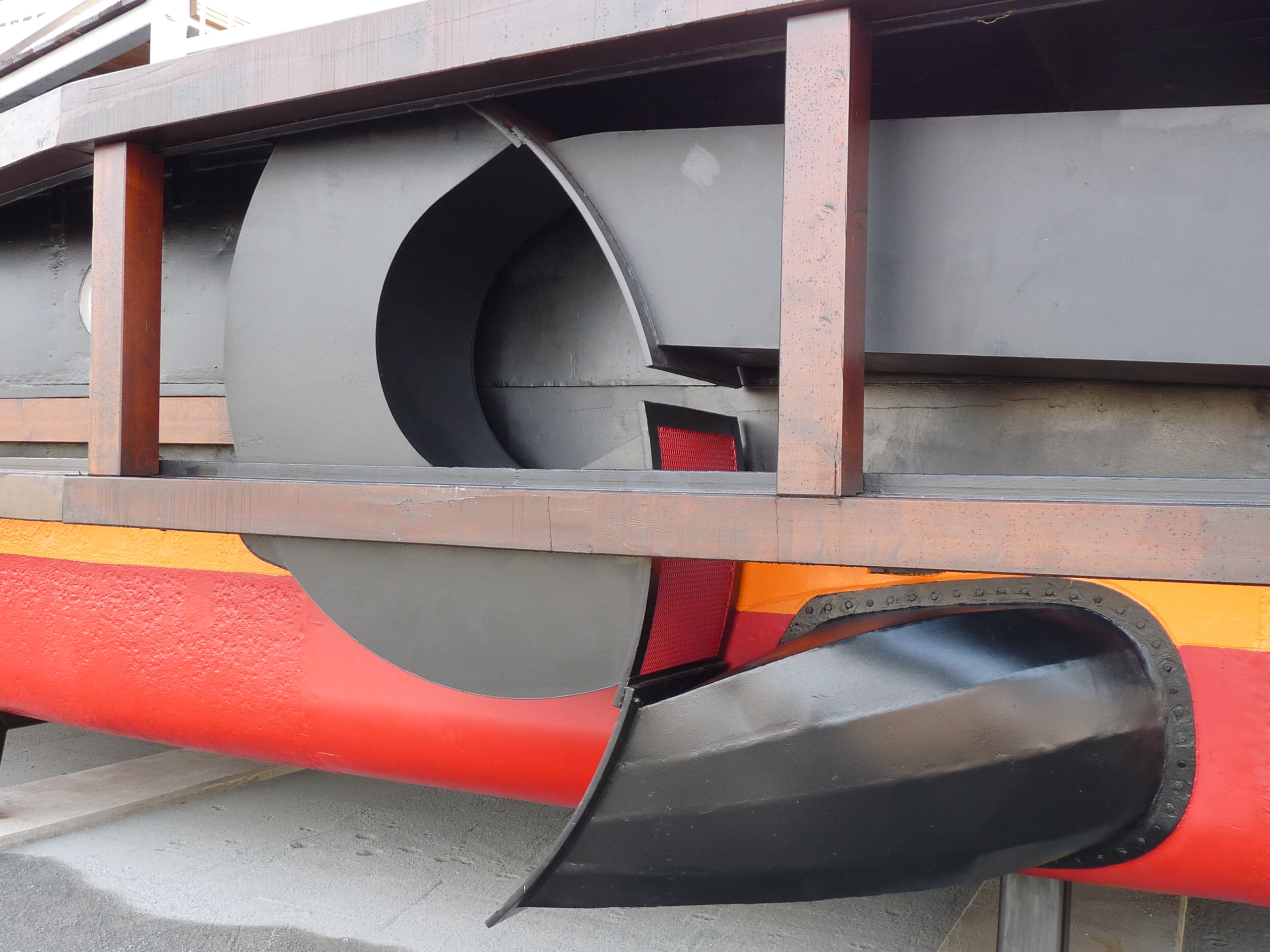
Ouverture de sortie de la turbine à jet d'eau côté bâbord
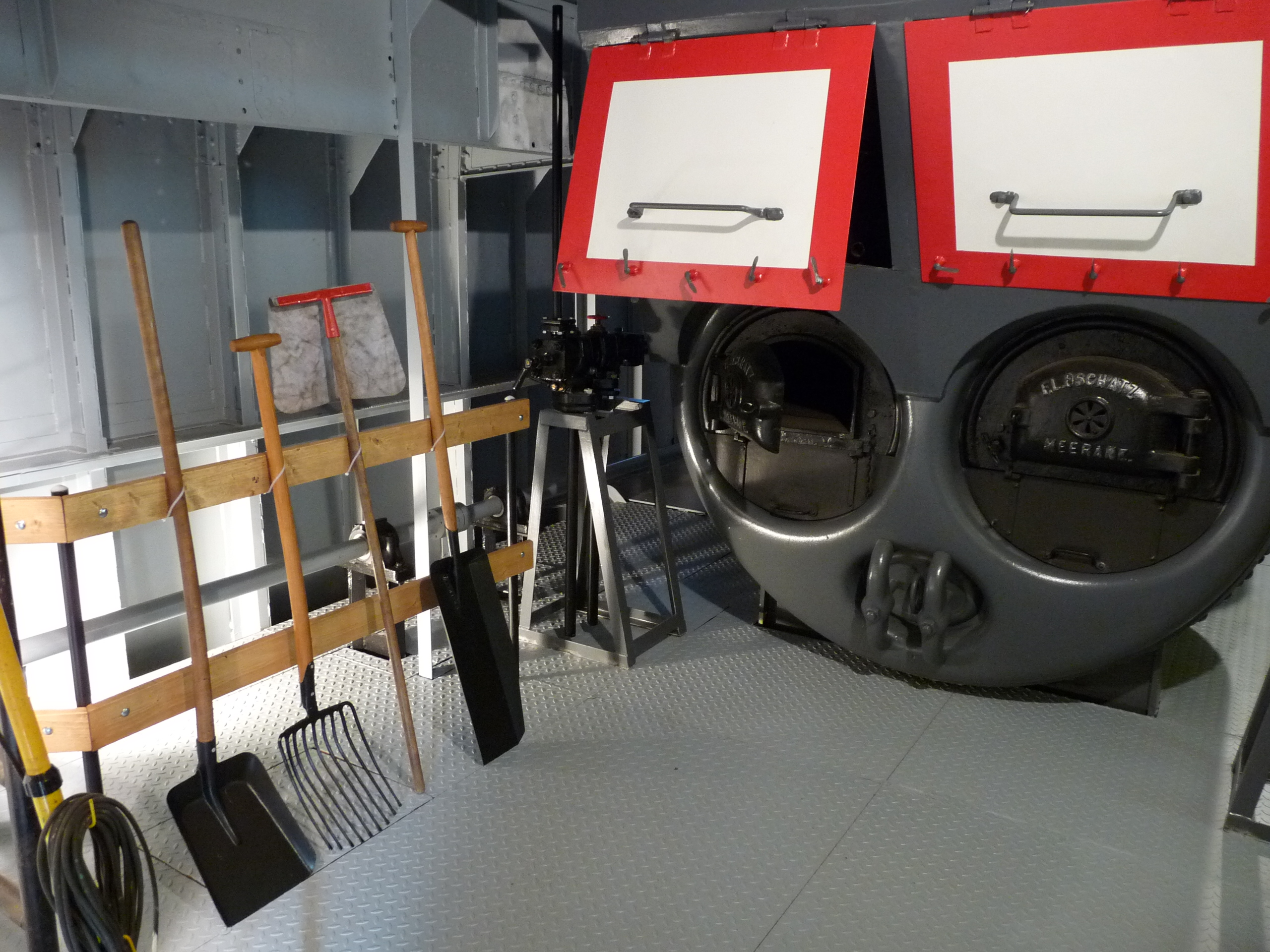
Chaufferie